# Franciscus Gysbrechts
Franciscus Gysbrechts o Gijsbrechts (Anversa, 1649 – dopo il 1676) è stato un pittore fiammingo, attivo nella seconda metà del XVII secolo e noto per il suo "trompe l'oeil" e nature morte, in particolare di vanitas.

## Biografia
Franciscus era il figlio del pittore Cornelis Norbertus Gysbrechts e Anna Moons. Fu battezzato 25 febbraio 1649 a Saint-Jacques parrocchia di Anversa. Franciscus Gijsbrechts fu attivo a Leida nel 1674. Questo legame con la corte è evidente dal fatto che un lavoro del 1672 era già presente nella collezione danese prima 1689.
Nel 1676, entra a far parte della Gilda San Luca ad Anversa come wijnmeester, vale a dire, come un genitore di un membro esistente. È possibile che sia stato assistente di suo padre presunto Cornelis Norbert Gijsbrechts danese di Copenaghen. Si hanno poche informazioni su di lui oppure se ci sono, sono molto vaghe.